# 厲陰宅宇宙
厲陰宅宇宙（英語：The Conjuring Universe）是由華納兄弟和新線影業共同製作的一系列美國超自然恐怖片。該系列以靈異現象調查者華倫夫婦为主角原型，并通过两人经手的靈異事件作为故事蓝本进行改编，另有多部原创衍生作品。

## 厲陰宅系列

### 《厲陰宅》（2013年）
2012年1月，Bloody Disgusting網站證實，溫子仁將執導一部名為《The Warren Files》的電影，後來該片改名為《The Conjuring》；該片改編自真實人物華倫夫婦，他們是一對曾對超自然事件進行調查的已婚夫婦。由先前曾與溫子仁合作過的派翠克·威爾森和薇拉·法蜜嘉主演華倫夫婦。主體拍攝於2012年2月在北卡羅來納州威明頓開始進行，其場景皆是以時間順序來拍攝。其劇情主要敘述華倫夫婦於1971年在羅德島州哈里斯維爾的一間農舍調查一件關於巫女詛咒的案件。《厲陰宅》於2013年7月19日在美國上映，並贏得了正面的評價，且該片僅以2000萬美元的預算在全球獲得了超過3.18億美元的票房，使該片成為了史上最賣座的恐怖片之一。

### 《厲陰宅2》（2016年）
2013年6月，據報導，新線影業正在發展《厲陰宅》的續集，主演法蜜嘉與威爾森都已簽約回歸演出。10月21日，宣布溫子仁回歸執導續集，並將擔任該系列的編劇。主體拍攝於2015年9月在洛杉磯開始，並於2015年12月在倫敦結束。其劇情改編自1977年在倫敦發生的恩菲爾德靈異事件，並也簡易地引用了小說《鬼哭神嚎》中發生的事件。該片於2016年6月10日在美國上映，並獲得了普遍正面的評價，有些人認為《厲陰宅2》比其他許多的恐怖片都還來得優異，甚至有人認為該片比前一集更佳；而《厲陰宅2》在全球獲得了3.23億美元的票房，成為史上第二高的恐怖片，僅次於1973年的《大法師》。《厲陰宅2》的成功奠定了日后發展成系列電影的基础。

### 《招魂3》（2021年）
關於《厲陰宅》系列的第三部電影，溫子仁表示：「有可能會有更多的（《厲陰宅》）電影，因為華倫有這麼多的故事。」而編劇查德和凱利·海耶斯也表達了對下一部續集故事的興趣。但由於溫子仁對於其他案子的承諾，他可能無法執導該片。他向Collider.com透露，「假設我們很幸運有第三集，如果我們夠好運的話，能還有其他電影製作人，那我很樂意繼續待在《厲陰宅》的世界中。」溫子仁還表示，如果要製作第三部電影的話，最好是設定在1980年代。他透露，續集可能會有狼人，並期望能效仿《美國狼人》（1981年）和小說《巴斯克維爾的獵犬》的風格。 2017年5月，監製彼得·沙佛朗說，第三集還是一部鬼屋題材電影的可能性不大。2017年6月，宣布《厲陰宅3》正在發展中，並由《厲陰宅2》的編劇之一大衛·萊斯利·強森-麥古德瑞克執筆劇本。2017年8月，溫子仁向《娛樂周刊》透露，製片人正在為第三集努力工作中，並確保劇本的良好性。他還認為，並不想匆匆地來製作《招魂：鬼使神差》。

### 《厲陰宅：最終聖事》（2025年）
2023年4月，《厲陰宅》第四部的正式片名《厲陰宅：最終聖事》於CinemaCon公布，溫子仁表示該片不一定會是完結篇。

## 安娜貝爾系列

### 《安娜貝爾》（2014年）
《厲陰宅》的衍生作品，主要描述安娜貝爾娃娃的故事，並在《厲陰宅》上映不久後宣布的，主因是《厲陰宅》在全球票房上所帶來的成功。主體拍攝於2014年1月在洛杉磯開始進行。其劇情敘述米亞和約翰·佛姆這對已婚夫婦因期望能有一個小孩，使得兩人開始接觸復古娃娃安娜貝爾，為此與其相關邪教團體開始進入兩人的生活中，讓佛姆夫婦倆受到了邪靈的威脅。該片由《厲陰宅》的攝影師約翰·R·李昂尼提執導，溫子仁與彼得·沙佛朗擔任監製，而劇本則由蓋瑞·道柏曼負責。《安娜貝爾》於2014年10月3日在美國上映，並取得了極大的商業利益；儘管如此，但卻受到影評人和粉絲們的批評，許多影評人認為與《厲陰宅》作對比，《安娜貝爾》相形見絀。

### 《安娜貝爾：造孽》（2017年）
2015年10月，宣布《安娜貝爾》將會推出續集；後來透露，該片將會是一部前傳而不是續集。主體拍攝於2016年6月在洛杉磯開始進行。其劇情主要描述娃娃製作師和他的妻子因失去了愛女，而在十二年後，這對夫妻款待了夏綠蒂及幾名孤兒院的女孩們來到他們家，但這群女孩很快地成為製作師製作的安娜貝爾娃娃的新目標。該片由《鬼關燈》（2016年）的導演大衛·F·桑德柏格取代了李昂尼提成為了導演，道柏曼回歸編劇，而沙佛朗和溫子仁仍繼續擔任監製。《安娜貝爾：造孽》於2017年8月11日在美國上映，並獲得了正面的反響和成功的票房；大多數的影評認為《安娜貝爾：造孽》比前集好上許多。

### 《安娜貝爾回家囉》（2019年）
2018年4月，華納兄弟宣布2019年7月3日將會發行一部在厲陰宅宇宙中的未定名新電影。同月稍後宣布其為第三部《安娜貝爾》 電影，由蓋瑞·道柏曼首執導演筒並兼任編劇，溫子仁與彼得·沙佛朗將共同製作本片。在2018年聖地牙哥動漫展期間，溫子仁與沙佛朗透露本片將發生在《安娜貝爾》之後，將會聚焦於安娜貝爾娃娃在被鎖進華倫夫婦靈異博物館中的玻璃櫃之後的事情，道柏曼之後也陳述本片將發生在《厲陰宅》開頭介紹安娜貝爾之後的時間點，但處於《厲陰宅》事件之前。9月，麥可·伯吉斯被僱用為本片的攝影師。本片定於2018年10月在洛杉磯開始製作，而派翠克·威爾森與薇拉·法蜜嘉將回歸飾演艾德與羅琳·華倫。。《安娜貝爾回家囉》於2019年6月28日在美國上映。

## 鬼修女系列

### 《鬼修女》（2018年）
2016年6月15日，據報導，一部名為《The Nun》的電影正在發展中，該片為《厲陰宅2》的衍生作品，同時也是取自片中的鬼修女瓦拉克一角為題材；《厲陰宅2》的編劇之一大衛·萊斯利·強森將會擔任編劇，而沙佛朗和溫子仁也會再度擔任監製。2017年2月，宣布柯林·哈迪已簽約執導該片，蓋瑞·道柏曼還根據他和溫子仁創作的故事來撰寫一份新的劇本。2017年4月，德米安·畢齊加入擔任主演之一。同一個月，泰莎·法蜜嘉也確認參演。而邦妮·艾倫斯將會回歸出演鬼修女瓦拉克。故事敘述於1952年，一名修女、神父和見習修女開始調查一名修女的神秘死亡事件。主體拍攝於2017年5月在羅馬尼亞布加勒斯特進行。2017年8月12日，溫子仁透露，如果能推出續集的話，那《鬼修女2》將會探討如何與《厲陰宅》系列作連結。《鬼修女》於2018年9月7日在美國上映。

## 其他電影

### 《泣妇的诅咒》（2019年）
2017年10月9日，據報導，溫子仁正在製作一部由麥可·查維斯執導並由琳達·卡德琳妮主演的恐怖電影，名為。而史恩·派屈克·湯瑪斯與雷蒙·克魯茲也將參與演出。2018年7月，該片改名為《泣妇的诅咒》（The Curse of La Llorona）。主要攝影於2017年11月宣布殺青。該片於2019年4月19日在美國上映，且直至2019年3月被官方證實為「厲陰宅系列電影」的一部分。

### 《扭曲人》（TBA）
2017年5月31日，彼得·沙佛朗表示有望推出扭曲人的電影。 2017年6月14日，據報導，一部名為《The Crooked Man》的扭曲人電影正在發展中；該片為《厲陰宅2》的衍生作品，由麥克·范·維斯撰寫劇本，而溫子仁則會負責故事創作，溫子仁也會與沙佛朗共同擔任監製。2017年8月，溫子仁向《娛樂周刊》透露，《扭曲人》仍處於初期發展階段，並打算將其塑造成一部具有「黑暗童話」風格的恐怖片。

## 短片

### 《鬼護士》（2017年）
2017年7月7日，華納兄弟影業和溫子仁為宣傳《安娜貝爾：造孽》而舉辦了一場比賽「我的安娜貝爾創作」。比賽的參賽者將拍攝一部「認為它可能存在於《厲陰宅》世界中」的短片，獲獎影片的導演們將會成為該系列的一部分並能前往洛杉磯和《安娜貝爾：造孽》的導演大衛·F·桑德柏格會面。其報名截止日為2017年7月27日。2017年8月17日，官方宣布美國的獲獎者朱利安·泰瑞執導的《鬼護士》。該短片長度不到2分鐘，拍攝時間超過四天，該劇情描述因包紮而暫時看不見的小女孩艾蜜莉試圖逃避對她不利的一名鬼護士。

### 《告解》（2017年）
2017年8月26日，官方宣布「我的安娜貝爾創作」的英國獲勝者為連恩·班克斯的短片《告解》（The Confession）。在這時長超過2分鐘，拍攝時間超過1週的短片中描述一名心靈受創的年輕女子（艾絲蜜·馬修斯）向一名神父（查理·克拉克）告解她與超自然靈體的恐怖遭遇，但最後發現她未曾逃脫。

### 《媽媽怎麼了？》（2017年）
《媽媽怎麼了？》（What's Wrong with Mom?）是墨西哥恐怖短片，由墨西哥競賽獲獎者勞爾·布里比斯卡（Raúl Bribiesca）執導。

### 《布倫德的搖籃曲》（2017年）
《布倫德的搖籃曲》是瑞典恐怖短片，由阿曼達·尼爾森（Amanda Nilsson）和瑪格達·林德布洛姆（Magda Lindblom）執導，曾獲得瑞典競賽單元冠軍。

### 《無辜的靈魂》（2017年）
《無辜的靈魂》（Innocent Souls）哥倫比亞恐怖短片，由亞歷杭德羅·洛佩茲（Alejandro López）執導、編劇和製片，是哥倫比亞比賽的獲勝者。

## 時間線
| 故事年份 | 電影名稱                  | 發行年份 |
| -------- | ------------------------- | -------- |
| 1952年   | 《鬼修女》                | 2018     |
| 1955年   | 《安娜貝爾：造孽》        | 2017     |
| 1956年   | 《鬼修女2》               | 2023     |
| 1967年   | 《安娜貝爾》              | 2014     |
| 1969年   | 《安娜貝爾回家囉》        | 2019     |
| 1971年   | 《厲陰宅》                | 2013     |
| 1973年   | 《哭泣的女人》            | 2019     |
| 1977年   | 《厲陰宅2》               | 2016     |
| 1981年   | 《厲陰宅3：是惡魔逼我的》 | 2021     |
| 1986年   | 《厲陰宅：最終聖事》      | 2025     |

## 反響

### 評價
| 電影                      | 爛番茄           | Metacritic     | CinemaScore |
| ------------------------- | ---------------- | -------------- | ----------- |
| 《厲陰宅》                | 85%（217篇評論） | 68（35篇評論） | A-          |
| 《安娜貝爾》              | 29%（129篇評論） | 37（27篇評論） | B           |
| 《厲陰宅2》               | 80%（244篇評論） | 65（38篇評論） | A-          |
| 《安娜貝爾：造孽》        | 70%（178篇評論） | 62（29篇評論） | B           |
| 《鬼修女》                | 26%（181篇評論） | 46（32篇評論） | C           |
| 《哭泣的女人》            | 30%（160篇評論） | 41（28篇評論） | B−          |
| 《安娜貝爾回家囉》        | 64%（207篇評論） | 53（35篇評論） | B−          |
| 《厲陰宅3：是惡魔逼我的》 | 56%（248篇評論） | 53（40篇評論） | B+          |
| 平均                      | 53%              | 53             | B           |

## 訴訟
厲陰宅（房屋）的所有者諾瑪·薩特克利夫和傑拉德·赫弗里奇於2015年10月提告了溫子仁、華納兄弟和其他製片公司，理由是他們的財產因電影而不斷遭到（觀光客）破壞。這起訴訟也透露了現有屋主在1987年買下房屋，並於2013年「平靜」的生活。兩位屋主一直在尋求賠償，但其金額未定。面對該指控，華納兄弟發言人拒絕對此發表評論。
一本關於華倫夫婦的書籍《鬼神學家》（The Demonologist）的作者傑拉德·布雷特於2017年3月29日向華納兄弟、新線和溫子仁等人提出訴訟，聲稱他擁有的華倫夫婦故事權被片商和製作人員非法偷走，且其要求的賠償金額達9億美元。該案件定於2018年4月16日審判；華納兄弟發言人發表聲明：「我們很高興法院大大縮小了此案件，並期待以簡要的判決來解決其剩餘的索賠。布雷特先生的說法不僅沒有價值，且與布雷特先生之前在其他涉及《厲陰宅》電影的失敗訴訟中也有所矛盾。」

## 外部連結
- 互联网电影数据库（IMDb）上《The Conjuring》的资料（英文）
- 互联网电影数据库（IMDb）上《The Conjuring 2》的资料（英文）
- 互联网电影数据库（IMDb）上《Annabelle》的资料（英文）
- 互联网电影数据库（IMDb）上《Annabelle: Creation》的资料（英文）
- 互联网电影数据库（IMDb）上《The Nun》的资料（英文）
- 互联网电影数据库（IMDb）上《The Curse of La Llorona》的资料（英文）
- 互联网电影数据库（IMDb）上《Annabelle Comes Home》的资料（英文）
- 互联网电影数据库（IMDb）上《The Conjuring: The Devil Made Me Do It》的资料（英文）
- 互联网电影数据库（IMDb）上《The Nurse》的资料（英文）